# Демидово (Судогодский район)
Демидово — деревня в Судогодском районе Владимирской области России, входит в состав Лавровского сельского поселения.

## География
Деревня расположена в 6 км на восток от центра поселения — деревни Лаврово и в 8 км на северо-восток от райцентра — города Судогды.

## История
В XIX — первой четверти XX века деревня входила в состав Даниловской волости Судогодского уезда, с 1926 года — в составе Судогодской волости Владимирского уезда. В 1859 году в деревне числилось 16 дворов, в 1905 году — 38 дворов, в 1926 году — 61 хозяйство.
С 1929 года деревня являлась центром Демидовского сельсовета Судогодского района, с 1940 года — в составе Судогодского сельсовета, с 1983 года — в составе Лавровского сельсовета, с 2005 года — в составе Лавровского сельского поселения.

## Население
| 1859 | 1905 | 1926 | 2002 | 2010 | 2021 |
| ---- | ---- | ---- | ---- | ---- | ---- |
| 144  | ↗270 | ↗304 | ↘2   | ↘0   | →0   |